# Down to Earth (album Rainbow)
Down to Earth – czwarty album studyjny brytyjskiej grupy Rainbow. Producentem albumu i zarazem nowym basistą zespołu został znany z Deep Purple – Roger Glover. Jest to również pierwsza płyta z nowym wokalistą – Grahamem Bonnetem, który zastąpił Ronniego Jamesa Dio. Z płyty pochodzą dwa wielkie przeboje Rainbow: „Since You Been Gone” i „All Night Long”. Pierwszy z nich został napisany przez Russa Ballarda – byłego członka zespołu Argent, znanego kompozytora i aranżera specjalizującego się w muzyce pop i rock. W czasie sesji nagraniowej powstał jeszcze jeden utwór „Bad Girl” ale ostatecznie nie wszedł do programu płyty. Wydany został tylko na stronie B singla Since You Been Gone ale znalazł się jednak na wydanym w 1986 roku albumie koncertowym Rainbow  zatytułowanym Finyl Vinyl.

## Lista utworów
| Wydanie LP – Strona A | Wydanie LP – Strona A | Wydanie LP – Strona A |
| Nr                    | Tytuł utworu          | Długość               |
| --------------------- | --------------------- | --------------------- |
| 1.                    | „All Night Long”      | 3:53                  |
| 2.                    | „Eyes of the World”   | 6:42                  |
| 3.                    | „No Time to Lose”     | 3:45                  |
| 4.                    | „Makin' Love”         | 4:38                  |
|                       |                       | 18:58                 |

| Wydanie LP – Strona B | Wydanie LP – Strona B | Wydanie LP – Strona B |
| Nr                    | Tytuł utworu          | Długość               |
| --------------------- | --------------------- | --------------------- |
| 1.                    | „Since You Been Gone” | 3:25                  |
| 2.                    | „Love's No Friend”    | 4:55                  |
| 3.                    | „Danger Zone”         | 4:31                  |
| 4.                    | „Lost in Hollywood”   | 4:51                  |
|                       |                       | 17:42                 |

## Skład zespołu
- Graham Bonnet – śpiew
- Ritchie Blackmore – gitara
- Don Airey – instrumenty klawiszowe
- Roger Glover – gitara basowa
- Cozy Powell – perkusja

## Single
- 1979 – Since You Been Gone/Bad Girl
- 1979 – Since You Been Gone/No Time To Lose (Niemcy)
- 1980 – All Night Long/Weiss Heim
- 1980 – All Night Long/No Time To Lose (Holandia)